# Setuš
Setuš falu Horvátországban, Sziszek-Monoszló megyében. Közigazgatásilag Martinska Ves községhez tartozik.

## Fekvése
Sziszek városától légvonalban 7, közúton 13 km-re északra, községközpontjától légvonalban 4, közúton 7 km-re délkeletre, a Száva bal partján fekszik. Egyutcás falu, melynek házai a Szávával párhuzamos főutca menték sorakoznak.

## Története
A település neve 1553-ban „Zetws” néven bukkan fel először. 1557-ben „Zethus”, 1673-ban „Szetusz” alakban említik. 1773-ban az első katonai felmérés térképén „Dorf Szetus” alakban szerepel. Zágráb vármegye Sziszeki járásához tartozott.
1857-ben 394, 1910-ben 504 lakosa volt. 1918-ban az új szerb-horvát-szlovén állam, majd később Jugoszlávia része lett. A II. világháború idején a Független Horvát Állam része volt. A háború után a béke időszaka köszöntött a településre, enyhült a szegénység és sok ember talált munkát a közeli városban. A falu 1991. június 25-én a független Horvátország része lett. 2011-ben 157 lakosa volt.

## Népesség
| Lakosság változása | Lakosság változása | Lakosság változása | Lakosság változása | Lakosság változása | Lakosság változása | Lakosság változása | Lakosság változása | Lakosság változása | Lakosság változása | Lakosság változása | Lakosság változása | Lakosság változása | Lakosság változása | Lakosság változása | Lakosság változása |
| ------------------ | ------------------ | ------------------ | ------------------ | ------------------ | ------------------ | ------------------ | ------------------ | ------------------ | ------------------ | ------------------ | ------------------ | ------------------ | ------------------ | ------------------ | ------------------ |
| 1857               | 1869               | 1880               | 1890               | 1900               | 1910               | 1921               | 1931               | 1948               | 1953               | 1961               | 1971               | 1981               | 1991               | 2001               | 2011               |
| 394                | 477                | 514                | 508                | 494                | 504                | 487                | 462                | 431                | 415                | 398                | 344                | 292                | 236                | 206                | 157                |

## Nevezetességei
A Szentháromság tiszteletére szentelt kápolnája.
A brezovicai erdőben található az első horvátországi partizán különítmény megalakulásának emlékműve, melyet 1981. június 22-én, az alapítás negyvenedik évfordulóján avattak fel. Az emlékmű Želimir Janeš akadémiai szobrászművész munkája, a mű neve „Debeli Brijest” (termetes szilfa). Az első partizán különítmény emlékműve egy központi emlékműből, egy kőtáblából (a kivégzett kommunisták nevével), valamint egy jelképes asztalból áll, amely az első partizán különítmény megalakulásának és mozgásának művészi ábrázolását ábrázolja. Az emlékműkomplexum minden részét széles, körkörös sétány köti össze, melynek valódi és szimbolikus központja egy, a lombhullató erdő füves tisztásán álló stilizált kő szilfa. Ma a központi emlékművet több helyen golyónyomok borítják. A központi emlékmű belsejéből mára eltávolítottak minden szobrászati részt, és környéke is elhanyagolva áll.